# 織田信長 (1994年のテレビドラマ)
『織田信長』（おだのぶなが）は、1994年（平成6年）1月2日の午後0時から午後11時52分までテレビ東京で放送された12時間超ワイドドラマ（のちの新春ワイド時代劇）で、テレビ東京開局30周年記念特別番組として放送された。
主演：高橋英樹。12時間超ワイドドラマ第14作。全6部。
当シリーズで初めて、本格的に戦国時代を舞台に取り上げた作品。原作は山岡荘八の同名小説。

## 概要
- 第一部 「見参! 尾張の風雲児」
- 第二部 「宿敵まむしの道三起つ!」
- 第三部 「奇襲! 桶狭間」
- 第四部 「将軍危うし! 怒濤の上洛」
- 第五部 「天下激動! 愛悲し戦国の女たち」
- 第六部 「壮絶! 本能寺炎上」

東映が4年ぶりに当シリーズ制作を手がけた作品。
 今回、東映は高橋を主演に招き、高橋はかつて大河ドラマ『国盗り物語』（1973年）で演じて高い人気を得た当たり役・織田信長を改めて演じている。

## スタッフ
- 原作：山岡荘八
- 脚本：志村正浩
- 監督：上杉尚祺（1・4）、原田雄一（2・5）、牧口雄二（3）、関本郁夫（6）
- 音楽：横山菁児
- 主題歌：吉田拓郎 & 加藤和彦「純情」（作詞：阿久悠、作・編曲：加藤和彦）
- 製作：テレビ東京、東映

## キャスト
- 織田信長：高橋英樹
- 濃姫：涼風真世
- お類：草野由紀子
- 深雪：吉野真弓
- 徳姫：若林志穂
- 奈々：森崎めぐみ
- 木下藤吉郎：三田村邦彦
- おね：吉川十和子
- 徳川家康：杉山幸晴→風間杜夫
- 築山殿：浅利香津代
- 明智光秀：小野寺昭
- 細川ガラシャ：戸田菜穂
- 前田利家：宮内洋
- 織田信秀：神山繁
- 土田御前：小山明子
- 織田信行：石原良純
- お市の方：中村あずさ
- 織田信光：大出俊
- 織田信忠：斉藤隆治
- 織田彦五郎：宗方勝巳
- 村松与左衛門：高松英郎
- 於大の方：長内美那子
- 徳川信康：赤羽秀之
- 平手政秀：長門裕之
- 柴田勝家：若林豪
- 丹羽長秀：伊吹剛
- 池田恒興：石田信之
- 滝川一益：伊藤高
- 蜂須賀小六：ガッツ石松
- 森蘭丸：大沢樹生
- 斎藤道三：津川雅彦
- 斎藤義龍：真壁晋吾
- 斎藤龍興：中村久光
- 堀田道空：遠藤征慈
- 林秀貞：田畑猛雄
- 林通具：佐藤仁哉
- 佐久間信盛：和崎俊哉
- 佐々成政：谷口高史
- 五味新蔵：小沢象
- 酒井忠次：吾羽七朗
- 石川数正：大林丈史
- 本多忠勝：黒田隆哉（現・黒田崇矢）
- 奥平信昌：篠塚勝
- 亀姫：松本友里
- 生駒家宗：水上功治
- 村井貞勝：須永克彦
- 鳥居強右衛門：船越英一郎
- 坂井大膳：中田浩二
- 青山与三右衛門：出水憲
- 各務野：蜷川有紀
- 今川義元：名和宏
- 浅井久政：滝田裕介
- 浅井長政：堤大二郎
- 茶々：西村香織
- 初：濱野智紗都
- お江：前野有香
- 斯波義統：西田健
- 武田信玄：南原宏治
- 武田勝頼：三浦浩一
- 松姫：村上聡美
- 山県昌景：中村孝雄
- 松永久秀：原口剛
- 足利義昭：京本政樹
- 足利義輝：北大路欣也

- ナレーター：寺田農

## 備考
もともと、先述の大河ドラマでの信長の演技の反響は大きく、高橋の元に信長の再演依頼が殺到したといわれるが、高橋は別の役でも経験を積むことを選び、当時の依頼は全て断った。そういった出来事を経て高橋は1992年、準主演格で招かれた『戦国最後の勝利者!徳川家康』（原作：山岡荘八「徳川家康」／主演：北大路欣也）で19年ぶりに信長を演じた後、本作主演で3度目の信長を演じる運びとなった。
高橋は当シリーズでは1991年作品『次郎長三国志』（松竹制作）で初主演を飾っており、2作目の主演となった東映制作の本作で、松竹・東映両会社の作品に主演した当シリーズ最初の主演俳優となった。当シリーズで複数主演した俳優は勿論他にも存在するが、「12時間超ワイドドラマ」シリーズ制作を支え続けた2大会社両方の作品に主演した俳優は後身シリーズ終了の2016年まで、結局高橋の後には現れなかった。
1985年〜90年まで、当シリーズ東映制作全5作で主演し続けてきた北大路欣也から、本作で高橋が主演を引き継ぐ形（北大路と高橋は同年代で、北大路の方が約11か月だけ年上）となったが、出演者表通り、北大路も本作で足利義輝を演じて客演、主演バトンタッチを意識した趣向も凝らされている。
本作の次年度作品は『豊臣秀吉 天下を獲る!』（こちらは松竹制作）となり、戦国時代作品が2作続くことになった。その後、一連のシリーズが終了する2016年まで、本作と次年度作を含めて7作の戦国時代作品が放送されている。94年〜95年以降は、戦国時代作品が2作続くことはなかった。
信長が再び戦国時代作品で主役となるのは、2005年、後身シリーズ「新春ワイド時代劇」で放送された『国盗り物語』（先述の大河ドラマのリメイク版）でのこと。原作通りの、斎藤道三（北大路欣也）・明智光秀（渡部篤郎）との複数主人公作品であり、信長は伊藤英明が演じた（10時間枠）。
本作以降の単独主演の信長となると、2016年の『信長燃ゆ』となり、東山紀之が演じた。同作は3時間枠で番組名も「新春時代劇」になっており、同作を以て一連のシリーズは幕を閉じている。

## 再放送
1時間枠に分割・再編集して全13回として再放送されている。
東映制作「12時間超ワイドドラマ」シリーズ作品はソフト発売されておらず、本作も例外ではないが、CS放送で再放送されることがあり、最近では東映チャンネルで2024年1月に再放送があった（全13回再編集版）。